# Cecrops fulgens
Cecrops fulgens is een eenoogkreeftjessoort uit de familie van de Cecropidae. De wetenschappelijke naam van de soort is voor het eerst geldig gepubliceerd in 1819 door Telesius.